# Chepoix
 Chepoix  es una población y comuna francesa, en la región de Picardía, departamento de Oise, en el distrito de Clermont y cantón de Breteuil (Oise).

## Demografía
| 327 | 287 | 259 | 271 | 297 | 302 |
| Para los censos de 1962 a 1999 la población legal corresponde a la población sin duplicidades (Fuente: INSEE [Consultar]) |     |     |     |     |     |